# Campionati del mondo di atletica leggera indoor 2010
I Campionati del mondo di atletica leggera indoor 2010 si sono svolti all'Aspire Dome di Doha, in Qatar, dal 12 al 14 marzo 2010. Si è trattato della tredicesima edizione.

## Processo di assegnazione
Il 25 marzo 2007 la IAAF ha annunciato, ad un consiglio tenutosi a Mombasa in Kenya, di aver ricevuto offerte dalla Turchia e dal Qatar per l'organizzazione dei campionati. Il 25 novembre 2007, durante un meeting svoltosi a Monaco, la IAAF ha assegnato l'organizzazione a Doha.

## Medagliati

### Uomini
| Specialità | Oro                                                                                                  | Prestazione | Argento                                                                                | Prestazione | Bronzo                                                                                | Prestazione |
| Corse piane | |             |                                                                                        |             |                                                                                       |             |
| 60 m (dettagli) | Dwain Chambers                                                                                       | 6"48        | Mike Rodgers                                                                           | 6"53        | Daniel Bailey                                                                         | 6"57        |
| 400 m (dettagli) | Chris Brown                                                                                          | 45"96       | William Collazo                                                                        | 46"31       | Jamaal Torrance                                                                       | 46"43       |
| 800 m (dettagli) | Abubaker Kaki                                                                                        | 1'46"23     | Boaz Kiplagat Lalang                                                                   | 1'46"29     | Adam Kszczot                                                                          | 1'46"69     |
| 1.500 m (dettagli) | Deresse Mekonnen                                                                                     | 3'41"86     | Abdalaati Iguider                                                                      | 3'41"96     | Haron Keitany                                                                         | 3'42"32     |
| 3.000 m (dettagli) | Bernard Lagat                                                                                        | 7'37"97     | Sergio Sánchez                                                                         | 7'39"55     | Sammy Alex Mutahi                                                                     | 7'39"90     |
| Corse a ostacoli | |             |                                                                                        |             |                                                                                       |             |
| 60 hs (dettagli) | Dayron Robles                                                                                        | 7"34        | Terrence Trammell                                                                      | 7"36        | David Oliver                                                                          | 7"44        |
| Salti | |             |                                                                                        |             |                                                                                       |             |
| Salto in alto (dettagli) | Ivan Uchov                                                                                           | 2,36 m      | Jaroslav Rybakov                                                                       | 2,31 m      | Dusty Jonas                                                                           | 2,31 m      |
| Salto con l'asta (dettagli) | Steve Hooker                                                                                         | 6,01 m      | Malte Mohr                                                                             | 5,70 m      | Alexander Straub                                                                      | 5,65 m      |
| Salto in lungo (dettagli) | Fabrice Lapierre                                                                                     | 8,17 m      | Godfrey Khotso Mokoena                                                                 | 8,08 m      | Mitchell Watt                                                                         | 8,05 m      |
| Salto triplo (dettagli) | Teddy Tamgho                                                                                         | 17,90 m     | Yoandri Betanzos                                                                       | 17,69 m     | Arnie David Giralt                                                                    | 17,36 m     |
| Lanci | |             |                                                                                        |             |                                                                                       |             |
| Getto del peso (dettagli) | Christian Cantwell                                                                                   | 21,83 m     | Ralf Bartels                                                                           | 21,44 m     | Dylan Armstrong                                                                       | 21,39 m     |
| Prove multiple | |             |                                                                                        |             |                                                                                       |             |
| Eptathlon (dettagli) | Bryan Clay                                                                                           | 6.204 p.    | Trey Hardee                                                                            | 6.184 p.    | Aleksej Drozdov                                                                       | 6.141 p.    |
| Staffette | |             |                                                                                        |             |                                                                                       |             |
| Staffetta 4×400 m (dettagli) | Stati Uniti Jamaal Torrance Greg Nixon Tavaris Tate Bershawn Jackson LeJerald Betters Kerron Clement | 3'03"40     | Belgio Cédric Van Branteghem Kévin Borlée Antoine Gillet Jonathan Borlée Nils Duerinck | 3'06"94     | Gran Bretagna Conrad Williams Nigel Levine Chris Clarke Richard Buck Luke Lennon-Ford | 3'07"52     |
| record mondiale; record mondiale stagionale; record africano; record asiatico; record europeo; record nord-centroamericano e caraibico; record sudamericano; record oceaniano; record dei campionati; record nazionale; record personale; record personale stagionale. | |             |                                                                                        |             |                                                                                       |             |

### Donne
| Specialità | Oro                                                                   | Prestazione | Argento                                                                     | Prestazione | Bronzo                                                                      | Prestazione |
| Corse piane |                                                                       |             |                                                                             |             |                                                                             |             |
| 60 m (dettagli) | Veronica Campbell-Brown                                               | 7"00        | Carmelita Jeter                                                             | 7"05        | Ruddy Zang Milama                                                           | 7"14        |
| 400 m (dettagli) | Debbie Dunn                                                           | 51"04       | Tat'jana Firova                                                             | 51"13       | Vanja Stambolova                                                            | 51"50       |
| 800 m (dettagli) | Marija Savinova                                                       | 1'58"26     | Jenny Meadows                                                               | 1'58"43     | Alysia Johnson                                                              | 1'59"60     |
| 1.500 m (dettagli) | Kalkidan Gezahegne                                                    | 4'08"14     | Natalia Rodríguez                                                           | 4'08"30     | Gelete Burka                                                                | 4'08"39     |
| 3.000 m (dettagli) | Meseret Defar                                                         | 8'51"17     | Vivian Cheruiyot                                                            | 8'51"85     | Sentayehu Ejigu                                                             | 8'52"08     |
| Corse a ostacoli |                                                                       |             |                                                                             |             |                                                                             |             |
| 60 hs (dettagli) | Lolo Jones                                                            | 7"72        | Perdita Felicien                                                            | 7"86        | Priscilla Lopes-Schliep                                                     | 7"87        |
| Salti |                                                                       |             |                                                                             |             |                                                                             |             |
| Salto in alto (dettagli) | Blanka Vlašić                                                         | 2,00 m      | Ruth Beitia                                                                 | 1,98 m      | Chaunté Howard Lowe                                                         | 1,98 m      |
| Salto con l'asta (dettagli) | Fabiana Murer                                                         | 4,80 m      | Svetlana Feofanova                                                          | 4,80 m      | Anna Rogowska                                                               | 4,70 m      |
| Salto in lungo (dettagli) | Brittney Reese                                                        | 6,70 m      | Naide Gomes                                                                 | 6,67 m      | Keila Costa                                                                 | 6,63 m      |
| Salto triplo (dettagli) | Olga Rypakova                                                         | 15,14 m     | Yargelis Savigne                                                            | 14,86 m     | Anna Pjatych                                                                | 14,64 m     |
| Lanci |                                                                       |             |                                                                             |             |                                                                             |             |
| Getto del peso (dettagli) | Nadzeja Astapčuk                                                      | 20,85 m     | Valerie Vili                                                                | 20,49 m     | Natallja Michnevič                                                          | 20,42 m     |
| Prove multiple |                                                                       |             |                                                                             |             |                                                                             |             |
| Pentathlon (dettagli) | Jessica Ennis                                                         | 4.937 p.    | Natalija Dobryns'ka                                                         | 4.851 p.    | Hyleas Fountain                                                             | 4.753 p.    |
| Staffette |                                                                       |             |                                                                             |             |                                                                             |             |
| Staffetta 4×400 m (dettagli) | Stati Uniti Debbie Dunn DeeDee Trotter Natasha Hastings Allyson Felix | 3'27"34     | Russia Svetlana Pospelova Natal'ja Nazarova Ksenija Vdovina Tat'jana Firova | 3'27"44     | Rep. Ceca Denisa Rosolová Jitka Bartoničková Zuzana Bergrová Zuzana Hejnová | 3'30"05     |
| record mondiale; record mondiale stagionale; record africano; record asiatico; record europeo; record nord-centroamericano e caraibico; record sudamericano; record oceaniano; record dei campionati; record nazionale; record personale; record personale stagionale. |                                                                       |             |                                                                             |             |                                                                             |             |

## Medagliere
| Posizione | Paese             | Oro | Argento | Bronzo | Totale |
| --------- | ----------------- | --- | ------- | ------ | ------ |
| 1         | Stati Uniti       | 8   | 4       | 5      | 17     |
| 2         | Etiopia           | 3   | 0       | 2      | 5      |
| 3         | Russia            | 2   | 4       | 3      | 9      |
| 4         | Gran Bretagna     | 2   | 1       | 1      | 4      |
| 5         | Australia         | 2   | 0       | 1      | 3      |
| 6         | Cuba              | 1   | 3       | 1      | 5      |
| 7         | Bielorussia       | 1   | 0       | 1      | 2      |
| 7         | Brasile           | 1   | 0       | 1      | 2      |
| 9         | Bahamas           | 1   | 0       | 0      | 1      |
| 9         | Croazia           | 1   | 0       | 0      | 1      |
| 9         | Francia           | 1   | 0       | 0      | 1      |
| 9         | Giamaica          | 1   | 0       | 0      | 1      |
| 9         | Kazakistan        | 1   | 0       | 0      | 1      |
| 9         | Sudan             | 1   | 0       | 0      | 1      |
| 15        | Spagna            | 0   | 3       | 0      | 3      |
| 16        | Kenya             | 0   | 2       | 2      | 4      |
| 17        | Germania          | 0   | 2       | 1      | 3      |
| 18        | Bulgaria          | 0   | 1       | 1      | 2      |
| 19        | Belgio            | 0   | 1       | 0      | 1      |
| 19        | Marocco           | 0   | 1       | 0      | 1      |
| 19        | Nuova Zelanda     | 0   | 1       | 0      | 1      |
| 19        | Portogallo        | 0   | 1       | 0      | 1      |
| 19        | Sudafrica         | 0   | 1       | 0      | 1      |
| 19        | Ucraina           | 0   | 1       | 0      | 1      |
| 25        | Polonia           | 0   | 0       | 2      | 2      |
| 26        | Antigua e Barbuda | 0   | 0       | 1      | 1      |
| 26        | Bulgaria          | 0   | 0       | 1      | 1      |
| 26        | Canada            | 0   | 0       | 1      | 1      |
| 26        | Gabon             | 0   | 0       | 1      | 1      |
| 26        | Rep. Ceca         | 0   | 0       | 1      | 1      |
| Totale    | Totale            | 26  | 26      | 26     | 78     |